# Charles Irwin
Pour les articles homonymes, voir Irwin.
Charles Irwin (né en 1887 à Curragh en Irlande et mort en 1969 à Woodland Hills, Los Angeles, en Californie) est un acteur de cinéma et de télévision.

## Filmographie partielle
- 1934 : Long Lost Father d'Ernest B. Schoedsack
- 1934 : L'Île au trésor
- 1935 : Aller et Retour (The Gilded Lily) de Wesley Ruggles
- 1935 : On a volé les perles Koronoff
- 1935 : Les révoltés du Bounty de Frank Lloyd
- 1936 : Go West, Young Man
- 1938 : Barreaux blancs (Lord Jeff)
- 1939 : Le Magicien d'Oz (non crédité)
- 1939 : La Lumière qui s'éteint (The Light That Failed)
- 1942 : L'Escadrille des aigles
- 1942 : The Great Impersonation
- 1942 : The Man Who Wouldn't Die d'Herbert I. Leeds
- 1943 : Et la vie recommence
- 1945 : Le Fils de Lassie
- 1947 : Rose d'Irlande
- 1947 : La Fière Créole
- 1949 : Le Grand Départ (The Big Wheel) d'Edward Ludwig
- 1950 : Montana
- 1951 : L'Inconnue des cinq cités (A Tale of Five Cities), segment Londres d'Montgomery Tully :  Éditeur de Londres
- 1954 : La Charge des lanciers (Charge of the lancers) de William Castle : Tom Daugherty
- 1958 : La Blonde et le Shérif (The Sheriff of Fractured Jaw) de Raoul Walsh :  Luke
- 1960 : Walk Like a Dragon de James Clavell : Angus
- 1962 : Lassie (série télévisée)